# Anomalophylla tsangpoana
Anomalophylla tsangpoana är en skalbaggsart som beskrevs av Ahrens 2005. Anomalophylla tsangpoana ingår i släktet Anomalophylla och familjen Melolonthidae. Inga underarter finns listade i Catalogue of Life.